# Robert I. (Meulan)
Robert de Beaumont (* zwischen 1040 und 1050; † 5. Juni 1118) war als Graf von Meulan (in Frankreich) und 1. Earl of Leicester (in England) einer der mächtigsten Adligen in beiden Staaten. Chronisten beschreiben ihn als einen redegewandten und gebildeten Mann, dessen Rat von drei englischen Königen geschätzt wurde.

## Leben
Robert de Beaumont war der älteste Sohn von Roger de Beaumont und Adeline de Meulan, Tochter von Graf Galéran III. von Meulan, und der ältere Bruder von Henry de Beaumont, 1. Earl of Warwick. Er begleitete 1066 Wilhelm den Eroberer nach bei der Eroberung Englands, wo seine Dienste ihm mehr als 91 Besitzungen einbrachten. In der Schlacht von Hastings war er der Befehlshaber der Infanterie auf dem rechten Flügel.
Als sein Onkel mütterlicherseits Hugo III. von Meulan 1081 starb, erbte er die Grafschaft Meulan in der Normandie ebenso wie den Titel eines Vizegrafen von Ivry und eines Lord Norton. Er huldigte dem französischen König Philipp I. und saß als französischer Adliger im Parlement, das in Poissy tagte.
Er und sein Bruder Henry waren Teilnehmer der königlichen Jagdgesellschaft im New Forest, bei der König Wilhelm II. am 2. August 1100 unter verdächtigen Umständen zu Tode kam. Er huldigte daraufhin dessen Bruder Heinrich I., der ihn 1107 zum Earl of Leicester ernannte.
Nach dem Tod Wilhelms II. fielen Wilhelm, Graf von Évreux, und Ralph de Conches mit großem Erfolg in Roberts normannische Besitzungen ein unter dem Vorwand, durch einen Rat, den er dem König gegeben hatte, Unrecht erlitten zu haben.
Robert de Beaumont heiratete 1096 die zu der Zeit erst 9 oder 11 Jahre alte Elisabeth von Vermandois, Tochter des Hugo von Vermandois und der Adelheid von Vermandois, mit der er (ab 1102) drei Söhne und sechs Töchter hatte, darunter die 1104 geborenen Beaumont-Zwillinge Waleran de Beaumont, 1. Earl of Worcester, und Robert de Beaumont, 2. Earl of Leicester, sowie Hugh de Beaumont, 1. Earl of Bedford und Isabel de Beaumont, die spätere Geliebte König Heinrichs I.
Die Ehe ging nach 15 bis 20 Jahren auseinander, Robert und Elisabeth trennten sich oder wurden sogar geschieden. Elisabeth ging eine Beziehung mit William de Warenne ein, den späteren 2. Earl of Surrey, der sie 1115 entführte.
Nach Ansicht des Chronisten Heinrich von Huntingdon starb Robert 1118 an der Schande, nachdem ihm „ein gewisser Graf seine Ehefrau entweder durch eine Intrige oder durch Gewalt und List entführt hatte“ – nach Roberts Tod konnten Elisabeth und William dann heiraten.

## Nachkommen
Die Kinder von Robert und Elisabeth waren:
- Emma de Beaumont (* 1102); sie wurde als Kind mit Amaury, Neffen von Wilhelm Graf von Évreux verlobt, die Ehe wurde aber nicht geschlossen; es ist nicht bekannt, ob sie jung starb oder ins Kloster ging.
- Waleran de Beaumont, 1. Earl of Worcester, Graf von Meulan (* 1104) – Nachkommen
- Robert de Beaumont, 2. Earl of Leicester (1104–1168) – Nachkommen, darunter seine Enkelin Isabel von Gloucester, die erste Ehefrau von König Johann Ohneland.
- Hugh de Beaumont, 1. Earl of Bedford (* um 1106), der seine Grafschaft wieder verlor – Nachkommen
- Adeline de Beaumont (* um 1107),

1. ⚭ Hugo IV., 4. Herr von Montfort-sur-Risle (Haus Gent)
2. ⚭ Richard de Granville von Bideford († 1147)

- Aubrée (oder Alberée) de Beaumont (* um 1109), ⚭ Hugo II. von Châteauneuf-en-Thimerais (vielleicht ein Sohn von Hugo I. von Châteauneuf-en-Thimerais und Mabille de Montgomerie, der zweiten Tochter von Roger de Montgomerie, 1. Earl of Shrewsbury)
- Matilda de Beaumont (* um 1111), ⚭ William Lovel, Louvel oder Lupel, Sohn von Ascelin Goel, Herr von Ivry.
- Isabel de Beaumont (* um 1113), die Geliebte Heinrichs I.;

1. ⚭ Gilbert de Clare, 1. Earl of Pembroke (die Eltern von Richard de Clare, 2. Earl of Pembroke, der die Invasion Irlands 1170 leitete);
2. ⚭ Hervé de Montmorency, Constable of Ireland (diese Ehe ist nicht gesichert) (Stammliste der Montmorency); Isabel de Beaumont hatte aus ihrer Beziehung zu König Heinrich (mindestens) eine Tochter

- Agnes de Beaumont (* um 1115), ⚭ Guillaume, Sire de Say.